# 孔卡-德拉坎帕尼亚
孔卡-德拉坎帕尼亚（義大利語：Conca della Campania），是意大利卡塞塔省的一个市镇。总面积26平方公里，人口1318人，人口密度50.7人/平方公里（2009年）。ISTAT代码为061031。